# آشکارساز دود

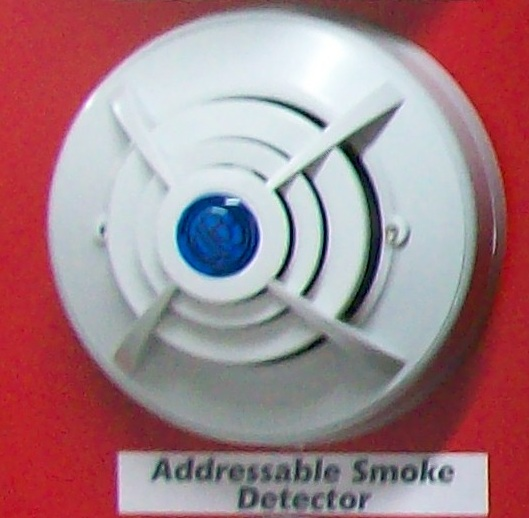
یک نمونه آشکارساز دود.

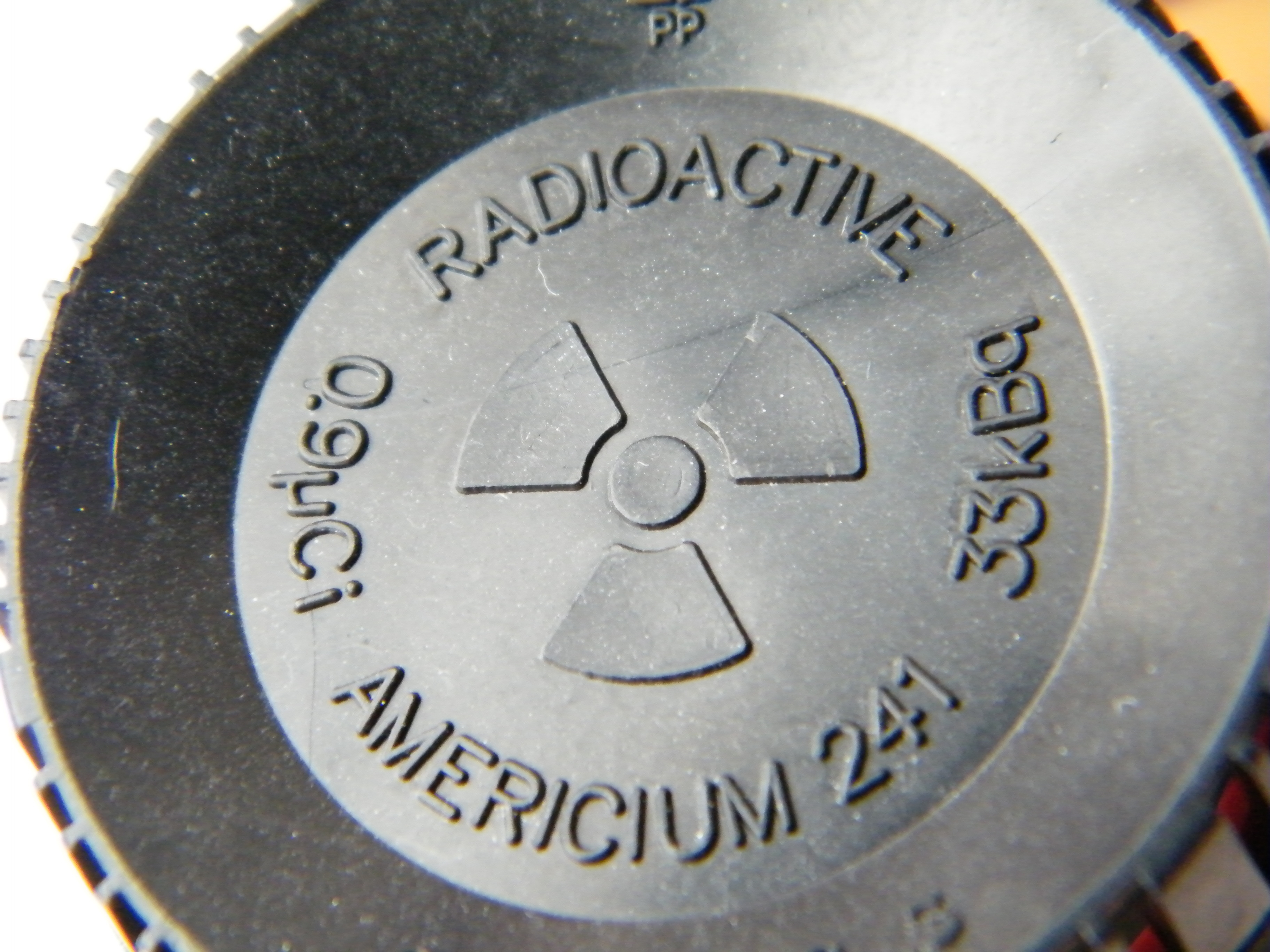
مخزن حاوی عنصر پرتوزای امریسیم که جهت استفاده در آشکارساز دود به کار می‌رود.

آشکارساز دود smoke detector، ابزاری است که برای حس کردن و آشکارسازی دود به ویژه در سیستم‌های اعلام حریق یا اطفا حریق به کار می‌رود. برخی از آشکارسازهای دودی که معمولاً در سیستم‌های اعلام و اطفا حریق صنعتی، تجاری یا مکان‌های پر رفت‌وآمد مسکونی نصب می‌شود، پس از آشکارسازی دود یا آتش، یک سیستم اعلام خطر یا سیستم خودکار اطفا حریق را فعال می‌کند یا سیگنال خطر را به مراکز آتش‌نشانی می‌فرستد. اما آشکارسازهای معمولی و خانگی معمولاً تنها یک زنگ خطر شنیداری یا نشانه‌های نوری دیداری از خود دستگاه آشکارساز ایجاد می‌کنند.

## انواع آشکارسازهای دود
آشکارسازهای دودی در انواع مختلفی نظیر نوع نقطه‌ای (که خود به دو نوع نوری و یونیزاسیون تقسیم می‌شوند)، نوع خطی (که در بازار با نام بیم دتکتور نیز شناخته می‌شود) و نوع مکنده هوا (و یا نمونه بردار هوا) وجود دارند که هر یک برای کاربری خاص خود مناسب می‌باشند.

### آشکارساز نوری
با استفاده از یک حسگر نوری و با ارسال علایم نوری به یک گیرنده (که درون خود حسگر است) میزان تغییر و کاهش نور رسیده را اندازه‌گیری می‌کند و اگر تغییر آشکاری در میزان نور دریافتی مشاهده شود، آن را به حریق تعبیر می‌کند. برای فضاهای بزرگ و باز آشکارساز دود باریکه نوری مناسبتر است.
آشکارسازهای نوری برای تشخیص دودهای دارای ذرات درشت نسبت به آشکارسازهای یونیزاسیون مناسب‌ترند.

### آشکارساز یونیزاسیون
شامل دو صفحه نزدیک به هم (الکترودها) هستند و از هوای محیط به عنوان الکترولیت استفاده می‌کنند. چنانچه تغییر ناگهانی در غلظت هوای محیط روی دهد، حسگر آن را به حریق تعبیر می‌کند. حسگرهای یونیزاسیون، حاوی مقادیر کمی مواد رادیواکتیو بوده (برای یونیزه کردن ذرات موجود در هوای اطراف الکترودها) و برای همین عمر دائمی ندارند.
ماده رادیواکتیو مورد استفاده امریسیم ۲۴۱ است.
در این آشکارسازها ذرات کوچک موجود در دود موجب کاهش جریان الکتریکی درون آشکارساز می‌شود. این نوع آشکارسازها برای تشخیص دودهای دارای ذرات بسیار ریز مناسبند.

### آشکارساز نمونه‌گیر
این آشکارسازها قادر به آشکارسازی ذرات میکروسکوپی دود موجود در هوا با کشیدن هوا از طریق روزنه‌هایی که روی لوله‌های متصل به حسگر وجود دارد هستند.

### آشکارساز دودی خطی
این نوع آشکارساز که در بازار با نام آشکارساز بیم یا بیم دتکتور نیز شناخته می‌شود، معمولاً برای استفاده در فضاهای وسیع نظیر انبارها، سوله‌ها، لابی فروشگاه‌های بزرگ، مساجد، کلیسا و سایر فضاهایی که دارای ابعاد بزرگ و ارتفاع بلند هستند. این نوع آشکارسازها در دو نوع انعکاسی و فرستنده - گیرنده وجود دارند.